# UTC+9

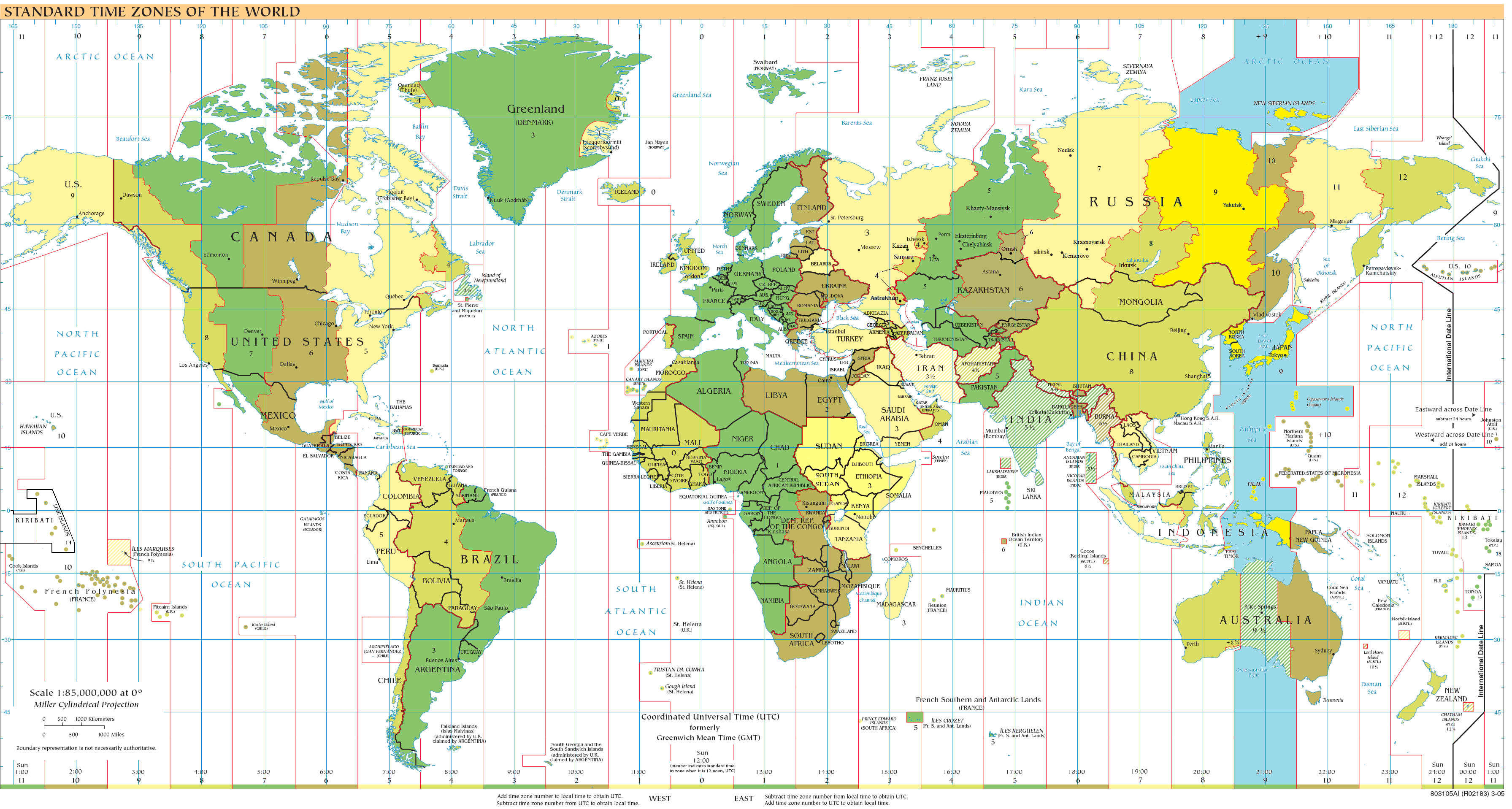
Tijdzone UTC+9

UTC+9 is de tijdzone voor:
| Landen en gebieden met UTC+9 als standaardtijd                                                  | Landen en gebieden met UTC+9 als standaardtijd | Landen en gebieden met UTC+9 als standaardtijd                       |
| Landen en gebieden zonder zomertijd                                                             | Landen en gebieden zonder zomertijd            | Landen en gebieden zonder zomertijd                                  |
| ----------------------------------------------------------------------------------------------- | ---------------------------------------------- | -------------------------------------------------------------------- |
| Land of gebied                                                                                  | Halfrond                                       | Tijdzonenaam                                                         |
| Indonesië (Oostelijk deel) - Molukken - Westelijk Nieuw-Guinea                                  | N/Z                                            | Oostelijke Indonesische Standaardtijd of Waktu Indonesia Timur (WIT) |
| Japan                                                                                           | N                                              | Japanse Standaardtijd (JST)                                          |
| Noord-Korea                                                                                     | N                                              | Pyongyang-tijd (PYT)                                                 |
| Zuid-Korea                                                                                      | N                                              | Koreaanse Standaardtijd (KST)                                        |
| Oost-Timor                                                                                      | Z                                              | Oost-Timorese Tijd (TLT)                                             |
| Palau                                                                                           | N                                              | Palautijd (PWT)                                                      |
| Rusland (zone 8) - oblast Amoer - oblast Tsjita - Jakoetië (Westelijk deel, inclusief Jakoetsk) | N                                              | Jakoetsktijd (YAKT)                                                  |
| Landen en gebieden met zomertijd                                                                |                                                |                                                                      |
| Land of gebied                                                                                  | Halfrond                                       | Tijdzonenaam                                                         |
| Mongolië (Zone 3) - ajmag Dornod - ajmag Hovd - ajmag Sühbaatar                                 | N                                              | Choibalsantijd (CHOT)                                                |
| Landen en gebieden met UTC+9 als zomertijd                                                      |                                                |                                                                      |
| Land of gebied                                                                                  | Halfrond                                       | Tijdzonenaam                                                         |
| Mongolië (Zone 2) - Centrale deel                                                               | N                                              | Ulaanbaatar-zomertijd (ULAST)                                        |

## Omvang
Van oorsprong omvatte de tijdzone het gebied tussen de 127,5° en de 142,5° meridiaan en was gecentreerd rond het zonneuur op de 135° meridiaan. In 1972 werd dit opgeheven door de introductie van de UTC-tijdschaal. Om praktische redenen houden de landen waar de tijdzone binnen ligt een breder gebied voor de tijdzone aan.